# Campremy
Campremy és un municipi francès, situat al departament de l'Oise i a la regió dels Alts de França. L'any 2007 tenia 378 habitants.

## Demografia

### Població
El 2007 la població de fet de Campremy era de 378 persones. Hi havia 138 famílies de les quals 24 eren unipersonals (16 homes vivint sols i 8 dones vivint soles), 43 parelles sense fills, 63 parelles amb fills i 8 famílies monoparentals amb fills.
La població ha evolucionat segons el següent gràfic:
Habitants censats

### Habitatges
El 2007 hi havia 158 habitatges, 142 eren l'habitatge principal de la família, 9 eren segones residències i 7 estaven desocupats. 151 eren cases i 5 eren apartaments. Dels 142 habitatges principals, 110 estaven ocupats pels seus propietaris, 28 estaven llogats i ocupats pels llogaters i 4 estaven cedits a títol gratuït; 4 tenien dues cambres, 23 en tenien tres, 43 en tenien quatre i 72 en tenien cinc o més. 113 habitatges disposaven pel capbaix d'una plaça de pàrquing. A 62 habitatges hi havia un automòbil i a 70 n'hi havia dos o més.

### Piràmide de població
La piràmide de població per edats i sexe el 2009 era:
| Homes | Edats   | Dones |
| ----- | ------- | ----- |
| 0     | 95 o +  | 0     |
| 0     | 90 a 94 | 4     |
| 0     | 85 a 89 | 0     |
| 0     | 80 a 84 | 0     |
| 0     | 75 a 79 | 4     |
| 16    | 70 a 74 | 8     |
| 0     | 65 a 69 | 8     |
| 4     | 60 a 64 | 0     |
| 12    | 55 a 59 | 8     |
| 12    | 50 a 54 | 8     |
| 8     | 45 a 49 | 12    |
| 20    | 40 a 44 | 12    |
| 20    | 35 a 39 | 4     |
| 12    | 30 a 34 | 28    |
| 4     | 25 a 29 | 8     |
| 0     | 20 a 24 | 4     |
| 24    | 15 a 19 | 16    |
| 12    | 10 a 14 | 8     |
| 4     | 5 a 9   | 16    |
| 12    | 0 a 4   | 16    |

## Economia
El 2007 la població en edat de treballar era de 242 persones, 184 eren actives i 58 eren inactives. De les 184 persones actives 164 estaven ocupades (103 homes i 61 dones) i 20 estaven aturades (7 homes i 13 dones). De les 58 persones inactives 16 estaven jubilades, 16 estaven estudiant i 26 estaven classificades com a «altres inactius».

### Ingressos
El 2009 a Campremy hi havia 147 unitats fiscals que integraven 413,5 persones, la mediana anual d'ingressos fiscals per persona era de 17.979 €.

### Activitats econòmiques
Dels 6 establiments que hi havia el 2007, 1 era d'una empresa de fabricació d'altres productes industrials, 1 d'una empresa de construcció, 1 d'una empresa de transport, 2 d'empreses de serveis i 1 d'una entitat de l'administració pública.
L'únic servei als particulars que hi havia el 2009 era un guixaire pintor.
L'any 2000 a Campremy hi havia 8 explotacions agrícoles que ocupaven un total de 474 hectàrees.

## Equipaments sanitaris i escolars
El 2009 hi havia una escola elemental integrada dins d'un grup escolar amb les comunes properes formant una escola dispersa.

## Poblacions més properes
El següent diagrama mostra les poblacions més properes.